# Tryggve Nilsson-Stig
Tryggve Nilsson-Stig, född 10 mars 1919 i Norrköping, död 1999, var en svensk målare och teckningslärare. 
Han var son till civilingenjören Torsten Johan Nilsson-Stig och Pauline Forsman samt från 1942 gift med Ebba Thalén. Han utbildade sig till teckningslärare vid Konstfackskolan i Stockholm 1944-1949 samt studerade konst genom självstudier under flera studieresor runt om i Europa. Separat ställde han ut i bland annat Umeå. Han var representerad i Västerbottens läns konstförenings vandringsutställning Yngre Västerbottenskonstnärer 1955. För Sundsvalls vattenverk utförde han en större väggmålning. Hans konst består av icke föreställande kompositioner huvudsakligen utförda i olja. Nilsson-Stig är representerad vid bland annat Umeå kommun.     